# Thomas Alva Edison jr.

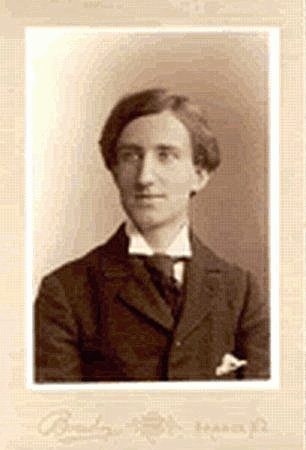
Thomas Alva Edison jr. um 1900

Thomas Alva Edison jr. (* 10. Januar 1876 in Menlo Park, New Jersey; † 25. August 1935 in Springfield, Massachusetts) war ein amerikanischer gescheiterter Erfinder und eine tragische Gestalt der amerikanischen Populärkultur.

## Kindheit und Jugend
Der älteste Sohn des amerikanischen Erfinders Thomas Alva Edison stand zeitlebens im Schatten seines berühmten Vaters. Geboren wurde er als zweites Kind von Edisons erster Frau Mary Stilwell, die bereits 1884 starb. In Anlehnung an das Morsealphabet wurde er von seinem Vater mit dem Spitznamen Dash (Strich) bedacht, während seine ältere Schwester Dot (Punkt) genannt wurde. Edison jr. wuchs überwiegend in der Obhut von Verwandten auf, da sein berühmter Vater ihm nur geringes persönliches Interesse entgegenbrachte. Ohne sein eigenes Zutun erwuchs Edison jr. bereits als Kind beträchtlicher Ruhm, da sein Name von einer unter dem Pseudonym Philip Reade arbeitenden Autorengruppe zur Hauptperson einer langen Serie trivialer Abenteuerromane gemacht wurde (Th. A. Edison jr. Stories), die keinerlei Bezug zur Wirklichkeit aufwiesen, aber in den USA sehr erfolgreich vermarktet wurden. Edison jr. verbrachte seine Jugend in verschiedenen Internaten, wo er als mittelmäßiger Schüler galt und den enormen Erwartungen, die man – sicherlich von den Romanheften beeinflusst – in ihn setzte, kaum gerecht werden konnte. Sein Verhältnis zu seinem Vater war denkbar schlecht, bedingt wohl dadurch, dass ihm intimer Umgang mit der zweiten Frau seines Vaters nachgesagt wurde, seiner Stiefmutter also, die nur unwesentlich älter war als er selbst.

## Erste Ehe und unbrauchbare Erfindungen
Im Alter von 17 Jahren verließ Edison jr. die Schule. Alkoholexzesse und psychische Probleme des Sohns veranlassten seinen Vater, ihn als Angestellten in einen Bergwerksbetrieb in Ogden, New Jersey, zu entsenden. 1899 heiratete Edison jr. die Schauspielerin Mary Touhey; das Paar trennte sich allerdings nach wenigen Wochen. Mary Touhey Edison versuchte aus ihrem prominenten Nachnamen indes nach Kräften Kapital zu schlagen, bis sie 1906 unter ungeklärten Umständen starb.
Edison jr. bemühte sich derweil ohne rechten Erfolg, in die großen Fußstapfen seines Vaters zu treten und endlich die genialen Erfindungen zu präsentieren, die ihm die Groschenromane seit Jahren zuschrieben. Resultat waren eine unter dem Namen Wizard Ink vertriebene wasserlösliche Tinte in Tablettenform und ein als Magno-Electric Vitalizer bezeichnetes Elektrisiergerät, das die Werbung als Heilmittel gegen eine Vielzahl von Krankheiten anpries, obwohl es völlig wirkungslos war. Zumindest an der Entwicklung dieser Apparatur scheint Edison jr. noch tatsächlich beteiligt gewesen zu sein; in der Folgezeit kamen allerdings unter seinem Namen vertriebene Wunderarzneien und unbrauchbare Elektrogeräte in immer größerer Zahl auf den Markt, die den begründeten Verdacht erregten, Edison jr. „verleihe“ seinen Namen gegen Geld zu Werbezwecken an Dritte.

## Zweite Ehe und Tod
Ernsthafter waren die Versuche Edison jrs. auf dem Gebiet des Hüttenwesens. Ein von ihm in Zusammenarbeit mit seinem Onkel William Holzer entwickeltes neuartiges Verfahren zur Stahlgewinnung erwies sich nach langen Experimenten als technisch praktikabel; die daraufhin zur Verwertung der Erfindung gegründete Aktiengesellschaft, deren wichtigster Kapitalgeber ein Finanzier aus Boston war, fand jedoch für das Verfahren keine Abnehmer. Nach wenigen Monaten ging das Unternehmen in Konkurs. Edison sen., der um den guten Ruf seines eigenen Firmenimperiums fürchtete, zwang daraufhin seinen Sohn, auf jede weitere geschäftliche Verwendung seines Familiennamens zu verzichten. Edison jr. musste für einige Jahre anstelle seines Namens in öffentlichen Angelegenheiten das Pseudonym Burton Willard verwenden. Sein Vater gewährte ihm ab 1903 eine bescheidene Apanage und stellte ihm eine Unterkunft auf einer Pilzzuchtfarm in New Jersey zur Verfügung. 1906 heiratete Edison jr. seine zweite Frau Beatrice Heyzer, eine ausgebildete Krankenschwester, der es gelang, ihren prominenten Gatten wenigstens zeitweise von Trunksucht und Depressionen zu befreien. Trotz seines wiederholten Scheiterns gab Edison jr. in den folgenden Jahren seine Versuche nicht auf, mit eigenen Erfindungen echten Ruhm zu erringen. Mehrere Jahre lang arbeitete er an einem neuartigen Vergaser für Automobile, der unter dem Namen Ecometer vertrieben werden sollte, aber bei der Autoindustrie auf keinerlei Interesse stieß; selbst der mit Edison persönlich bekannte Henry Ford lehnte den Einsatz des Systems nach einigen negativ verlaufenen Tests ab.
Als sich Edison sen. ab Mitte der 1920er Jahre allmählich aus der Führung seines Firmenimperiums zurückzog, gelang es seinem Halbbruder Charles, Thomas A. Edison jr. einen repräsentativen, aber einflusslosen Posten in der Unternehmensführung zu besorgen, der hoch genug dotiert war, um ihm ein standesgemäßes Dasein zu ermöglichen.
Am 25. August 1935 wurde Thomas A. Edison jr. tot in einem Hotelzimmer in Springfield (Massachusetts) aufgefunden, das er kurz zuvor unter falschem Namen gemietet hatte. Ob Selbstmord oder eine natürliche Todesursache vorlag, wurde nie abschließend geklärt.